# SN 1181
Сверхновую SN 1181 впервые заметили в период с 4 по 6 августа 1181 года китайские и японские астрономы, которые сообщают об этом событии в восьми различных текстах. Это одна из девяти сверхновых звезд в нашей Галактике, которые люди наблюдали невооруженным глазом и об этом остались исторические записи. Вспышка наблюдалась в созвездии Кассиопеи и оставалась видимой в ночном небе около 185 дней.

## Поиск остатка
Считается, что пульсар PSR J0205+6449 (также известный как 3C 58), который делает примерно 15 оборотов в секунду, может представлять собой остаток взрыва. Высокая скорость охлаждения, соответствующая сравнительно низкой измеренной температуре поверхности этого пульсара, может быть объяснена стандартными теориями охлаждения нейтронных звёзд при условии, что пульсар имеет достаточно большую массу (> 1,6M☉).
В опубликованной в 2006 году статье, выполненной по результатам радионаблюдений 3C 58, был сделан вывод, что этот остаток сверхновой может быть намного старше и, следовательно, не связан с SN 1181. Однако в 2013 году было показано, что это кажущееся противоречие связано с неточным определением расстояния до 3C 58, и что более точное определение расстояния (d = 2,0±0,3 кпк) приводит к согласию радионаблюдений с возрастом SN 1181.
В 2021 группа астрономов во главе с Андреасом Риттером и Квентином Паркером из Университета Гонконга объявила об открытии более вероятного кандидата в SN 1181: чрезвычайно горячей звезды Вольфа-Райе, получившей название Звезды Паркера  (J005311 / IRAS 00500+6713), которая окружена газовой туманностью Па 30 (Патчик 30) шириной примерно 0,9 парсека и расширяющейся со скоростью 1100 километров в секунду. По своим характеристикам он значительно лучше подходит на остаток сверхновой SN 1181. В измерениях использовалось приблизительное расстоянии до звезды в 3000 парсеков на основе данных GAIA. Наблюдаемые свойства Pa 30 предполагают, что это остаток SN 1181, который, по-видимому, был редкой сверхновой типа Iax, не приводящей к полному разрушению объединённых звезд-прародителей. Следовательно, J005311 вероятно, является так называемой «звездой зомби».